# 浅井悠佑
浅井 悠佑(YOYO)（あさい ゆうすけ、1985年9月15日 - ）は、ファッションモデルや俳優をメインに、中国のバラエティ番組にも数多く出演するタレント、モデル、インフルエンサー。
日本のマネジメントはDessert。

## 人物
日本と中国とインドネシアのミックスで、日本語、英語、中国語の話せるトリリンガル。
中国での代表的な出演作品の「非正式会談」では持ち前の明るさとユーモアのあるキャラクターで多くの若者の人気を集めた。
また、近年では日中文化交流促進や日本の企業の中国進出のサポートも手がけ、マルチな才能を発揮している。

## プロフィール
- 生年月日： 1985年（昭和60年）9月15日
- 出身地： 大阪府
- 血液型： A型
- 身長： 193cm
- 星座： おとめ座